# NGC 1956
NGC 1956 (również PGC 17102) – galaktyka spiralna (Sa), znajdująca się w gwiazdozbiorze Góry Stołowej. Odkrył ją John Herschel 22 stycznia 1836 roku.